# Exynos

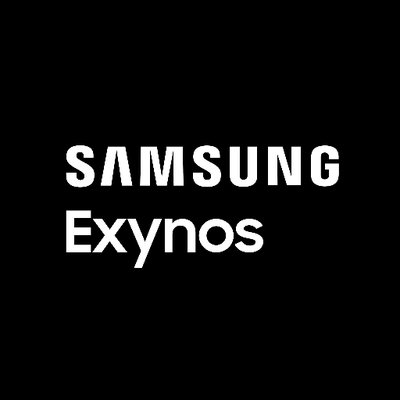
Логотип Samsung Exynos

Exynos — сімейство мікропроцесорів від компанії Samsung Electronics. Exynos є системою на кристалі (SoC) та заснований на архітектурі від компанії ARM Holdings.

## Історія
Компанія Samsung має багатий досвід у створені та виробництві процесорів як для своїх потреб, так і для потреб інших виробників електроніки. Перші процесори Samsung були побудовані на ядрі ARM7. Перший процесор компанії — Samsung S3C44B0 мав частоту 66 MHz, згодом було анонсовано кілька моделей на ядрі ARM9.
У 2010 році, нове ядро Hummingbird було перейменоване у Exynos, вийшов перший процесор під цією назвою — Exynos 3110, який був призначений для нового топового смартфона компанії — Galaxy S. Exynos 3110 мав лише одне ядро ARM Cortex-A8 та міг працювати на частоті в 1 GHz.
Наступний топовий смартфон компанії — Galaxy S II — вже мав новий процесор з сімейства Exynos — Exynos 4210. В порівнянні з Exynos 3110, нова модель мала два ядра з архітектурою ARM Cortex-A9, та мала потужніший графічний прискорювач — Mali-400 MP від ARM, частота обох ядер теж виросла та становила від 1.2 до 1.4 GHz
Восени 2011 року було анонсовано дві нові багатоядерні моделі з сімейства Exynos — Samsung Exynos 5250 та Exynos 5450. Samsung Exynos 5250 — має два ядра з архітектурою ARM Cortex-A15, а Exynos 5450 — чотири ядра

## Лінійка систем на кристалі (SoC) Exynos архітектури ARMv7
| Модель        | Технологічний процес | Архітектура | CPU                                                                                   | GPU                                                           | Тип підтримуваної пам'яті | Початок виробництва | Використання |
| ------------- | -------------------- | ----------- | ------------------------------------------------------------------------------------- | ------------------------------------------------------------- | ------------------------- | ------------------- | --- |
| Exynos 3110   | 45 nm                | ARMv7       | 1 GHz Single-core ARM Cortex-A8                                                       | IT PowerVR SGX540 @200 MHz (3.2 GFLOPS)                       | LPDDR1, LPDDR2, або DDR2  | 2010                | Samsung Galaxy S line, Samsung GT-S8500 Wave,Samsung Wave II S8530 , Nexus S, Meizu M9, Samsung Galaxy Tab, Samsung Droid Charge, Exhibit 4G, Samsung Infuse            |
| Exynos 4210   | 45 nm                | ARMv7       | 1.2 / 1.4 GHz Dual-core ARM Cortex-A9                                                 | ARM Mali-400 MP4 (Quad-Core) @ 266MHz (9.6 GFLOPS)            | LPDDR2, DDR2 або DDR3     | 2011                | Samsung Galaxy S II, Samsung Galaxy Note, Samsung Galaxy Tab 7.7, Hardkernel ODROID-A, Meizu MX, Cotton Candy від FXI Tech                                              |
| Exynos 4212   | 32 nm                | ARMv7       | 1.2 / 1.5 GHz Dual-core ARM Cortex-A9                                                 | ARM Mali-400 MP4 (Quad-Core) @ 533MHz (19.2 GFLOPS)           | LPDDR2, DDR2 або DDR3     | 2011                | Meizu MX New 2-core |
| Exynos 4412   | 32 nm                | ARMv7       | 1.5-1.8 GHz Quad-core ARM Cortex-A9                                                   | ARM Mali-400 MP4 [джерело?] (Quad-Core) @ 400MHz (14.4 FLOPS) |                           | 2012                | Samsung Galaxy S III, Samsung Galaxy Note II, Meizu MX quad-core, Meizu MX2, Samsung Galaxy Note 10.1, ODROID-X, ODROID-Q                                               |
| Exynos 5250   | 32 nm                | ARMv7       | 2.0 GHz Dual-core ARM Cortex-A15 MPCore                                               | ARM Mali-T604 [джерело?] (Quad-core) @ 533MHz (72 GFLOPS)     |                           | Q3 2012             | Samsung Chromebook XE303C12, Google Nexus 10, Arndale Board |
| Exynos 5 Octa | 28 nm                | ARMv7       | 1.8 GHz quad-core ARM Cortex-A15 and 1.2 GHz quad-core ARM Cortex-A7 (ARM big.LITTLE) | IT PowerVR SGX544MP3 (Tri-Core) @533 MHz (51.1 GFLOPS)        |                           | Q2 2013             | |
| Exynos 5 Octa | 28 nm                | ARMv7       | 1.9 GHz quad-core ARM Cortex-A15 and 1.3 GHz quad-core ARM Cortex-A7 (ARM big.LITTLE) | ARM Mali-T628                                                 |                           | 2013                | Samsung Galaxy Note 3, Samsung galaxy Note 10.1 2014 Edition, Samsung Galaxy TabPRO 12.2, Samsung Galaxy TabPRO 10.1, Samsung Galaxy TabPRO 8.4, Samsung Galaxy NotePRO |

## Цікаві факти
Існує можливість запуску Linux на процесорах з сімейства Exynos. Так, у серпні 2011 року Samsung продемонструвала драйвер для ядра Linux, який увійшов до складу ядра з версією 3.2.
Графічний чип Mali-400 MP4, якій входить до складу Exynos 4210 та Exynos 4212 — є найшвидшим графічним чипом для смартфонів на кінець 2011 — початок 2012 року

## Виноски
1. ↑  В основі 2 ГГц чипу Samsung Exynos 5250 лежать два ядра ARM Cortex-A15 (рос.). Архів оригіналу за 6 лютого 2012. Процитовано 18 лютого 2012.
2. ↑  Exynos 3310 Product Webpage; Samsung. Архів оригіналу за 12 грудня 2011. Процитовано 18 лютого 2012.
3. ↑  Exynos 4210 Product Webpage; Samsung. Архів оригіналу за 25 січня 2021. Процитовано 18 лютого 2012.
4. ↑  Exynos 4212 Product Webpage; Samsung. Архів оригіналу за 8 січня 2012. Процитовано 18 лютого 2012.
5. ↑  Samsung Keeps Working On Its Linux DRM [Архівовано 30 січня 2012 у Wayback Machine.](англ.)
6. ↑  3dnews [Архівовано 28 лютого 2012 у Wayback Machine.] Графика Mali-400 в Galaxy S II — самая быстрая среди смартфонов(рос.)